# Peck (Idaho)
Pour les articles homonymes, voir Peck.
Peck est une ville américaine située dans le comté des Nez-Percés en Idaho.
Selon le recensement de 2010, Peck compte 197 habitants. La municipalité s'étend alors sur une superficie de 0,27 mille carré (0,7 km2).